# 巴克莱卡

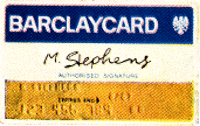
巴克莱卡

巴克莱卡（英語：Barclaycard，/ˈbɑːrklikɑːrd, -leɪ-/，风格化为barclaycard）是巴克莱银行的一种信用卡。截至2010年，巴克莱银行在英国拥有超过一千万的客户。